# 伦敦影评人协会
伦敦影评人协会（英語：London Film Critics' Circle）是英国英格兰伦敦的影评人协会，隸屬於評論家協會的電影部門，它始建于1913年。

## 奖项
其主要奖项有：
- 年度影片
- 年度导演
- 年度男主角
- 年度女主角
- 年度新人
- 年度英国导演
- 年度英国编剧
- 年度英国制片人
- 年度英国男主角
- 年度英国女主角
- 年度男配角
- 年度女配角